# Ичуань (Яньань)
Ичуа́нь (кит. упр. 宜川, пиньинь Yíchuān) — уезд городского округа Яньань провинции Шэньси (КНР).

## История
В эпоху Вёсен и Осеней эти места вошли в состав царства Цзинь, а после того, как три семьи разделили Цзинь — оказалась в составе царства Вэй. Впоследствии царство Вэй было завоёвано царством Цинь, создавшим в итоге первую в истории Китая централизованную империю. В империи Цинь здесь был создан уезд Динъян (定阳县), а при династии Хань в 125 году до н. э. — уезд Иньшань (阴山县). В 189 году эти места были захвачены гуннами, и надолго перешли под власть кочевников.
Во второй половине IV века эти места вошли в состав государства Ранняя Цинь, объединившего почти весь северный Китай. При империи Северная Вэй был вновь создан уезд Динъян. В 456 году в северо-западной части современного уезда был создан уезд Линьжун (临戎县). В 484 году был создан уезд Аньпин (安平县), а в 494 году — уезд Юннин (永宁县). При империи Западная Вэй в 536 году был расформирован уезд Линьжун, а в северо-западной части современного уезда был создан уезд Юнпин (永平县). В 537 году уезд Юнпин был переименован в Юньянь (云岩县), а из уезда Юннин был выделен уезд Ичуань (义川县). В 547 году уезд Юннин был переименован в Тайпин (太平县). В 551 году уезд Аньпин был переименован в Фэньчуань (汾川县).
При империи Северная Чжоу в 554 году уезд Ичуань был переименован в Даньян (丹阳县). В 579 году на стыке уездов Фэньчуань и Юньянь был создан уезд Мэньшань (门山县).
При империи Суй в 583 году уезд Даньян вновь получил название Ичуань. В 598 году уезд Тайпин был переименован в Сяньнин (咸宁县). В 605 году уезды Мэньшань и Юньянь были присоединены к уезду Фэньчуань. В 617 году из уезда Ичуань был выделен уезд Яньпин (延平县). После основания империи Тан в 618 году был вновь создан уезд Юньянь.
После основания империи Сун из-за практики табу на имена, чтобы избежать входящего в личное имя императора Чжао Куанъи иероглифа 义, в 976 году написание названия уезда 义川县 было изменено на 宜川县. В 978 году был расформирован уезд Сяньнин. В 1070 году был расформирован уезд Фэньчуань. В 1074 году уезд Юньянь был присоединён к уезду Ичуань.
После монгольского завоевания в 1265 году уезд Мэньшань был присоединён к уезду Ичуань.
С 1934 года в этих местах появились войска коммунистов, которые начали создавать собственные органы управления.
В 1950 году был создан Специальный район Яньань (延安专区), и уезд вошёл в его состав. В 1958 году уезд Хуанлун был присоединён к уезду Ичуань, но в 1961 году был воссоздан. В 1969 году Специальный район Яньань был переименован в округ Яньань (延安地区). В 1996 году постановлением Госсовета КНР были расформированы округ Яньань и город Яньань, и образован городской округ Яньань.

## Административное деление
Уезд делится на 1 уличный комитет, 4 посёлка и 2 волости.